# Estação do Calado
A Estação do Calado, também conhecida como Estação de Coronel Fabriciano, foi uma estação ferroviária que funcionava como terminal de passageiros e de carga e descarga no município brasileiro de Coronel Fabriciano, no interior do estado de Minas Gerais. Foi inaugurada em 9 de junho de 1924, sendo na ocasião uma das três maiores estações da Estrada de Ferro Vitória a Minas (EFVM). A seu redor se estabeleceu o núcleo urbano que deu origem à sede do então distrito subordinado a Antônio Dias, emancipado em 1948.
O crescimento populacional da região central da cidade levou ao deslocamento da ferrovia para fora do perímetro urbano, culminando no fechamento da estação em 1979 e, posteriormente, na sua demolição. No local foi construído o Terminal Rodoviário de Coronel Fabriciano. A destruição do antigo terminal ferroviário sem qualquer impedimento das autoridades representou a perda de um patrimônio histórico e cultural municipal, visto que ele teve forte importância para o desenvolvimento do município e fez parte do cotidiano local, além de ser integrante da história da EFVM.

## História
A construção do terminal ocorreu em função do avanço da locação da EFVM pelo Vale do Rio Doce. A implantação da via férrea havia sido paralisada próxima a Belo Oriente, sendo retomada no começo da década de 1920. Nessa ocasião observou-se o estabelecimento dos primeiros trabalhadores incumbidos das obras da ferrovia e da estação no local conhecido como Barra do Calado, uma vez que estava situado próximo à foz do ribeirão Caladão. Em Santo Antônio de Piracicaba, no atual bairro Melo Viana, o desenvolvimento do povoado levou à criação do distrito Melo Viana em 1923, subordinado a Antônio Dias. Antes disso, Barra do Calado e Santo Antônio de Piracicaba estavam na rota de tropeiros que percorriam a região transportando cargas e mercadorias e a população não passava de poucas centenas de moradores.

Estação do Calado após sua construção, em desuso à espera da locação dos trilhos da EFVM.

Dezenas de barracas foram improvisadas no Calado para abrigo dos trabalhadores, muitos dos quais nordestinos oriundos da Bahia e de Sergipe, tendo ainda a presença de imigrantes. A estação foi construída próxima à margem do rio Piracicaba em 1922, antes da locação da EFVM pela localidade, como de praxe, e por isso o terminal permaneceu sem uso por cerca de dois anos. Sua inauguração ocorreu em 9 de junho de 1924, recebendo a denominação provisória de Estação Raul Soares em referência ao então governador Raul Soares de Moura, mais tarde alterada para Calado em nome da localidade. Na ocasião sua plataforma possuía 30 metros de extensão, uma das três maiores da ferrovia. O início das operações foi muito comemorado pelo então distrito, pois favoreceu a entrada e saída de cargas e mercadorias, antes transportadas por meio de animais ou por canoas no rio Piracicaba. Também foi a primeira obra de alvenaria do atual município e permaneceu como a mais imponente até a construção do Sobrado dos Pereira em 1928.
Ao redor do terminal, foram levantadas as primeiras moradias da região onde se ergueu o Centro de Fabriciano, que passou a representar a sede do distrito Melo Viana em 1933, devido à longa distância percorrida a pé pelo escrivão José Zacarias da Silva Roque entre o cartório e a estação. Nessa ocasião, o fluxo de cargas se restringia à chegada de encomendas menores e alimentos, mas com o estabelecimento da Companhia Siderúrgica Belgo-Mineira na localidade o terminal se tornou ponto de desembarque de máquinas e embarque de madeira e carvão destinados às usinas em João Monlevade. A empresa buscava centralizar a exploração de madeira e a produção de carvão da região do rio Doce com o objetivo de alimentar os fornos do complexo industrial. Para isso, caminhões transportavam a madeira até a estação para então ser embarcada nos trens. Assim, o setor madeireiro passou a representar a principal fonte econômica no então distrito ao longo da década de 30, porém a atividade comercial interna também foi beneficiada, atraindo inclusive consumidores de cidades vizinhas por meio das quatro paradas diárias de trens.

### Auge
O antigo distrito Melo Viana deu origem ao município de Coronel Fabriciano, emancipado em 27 de dezembro de 1948. O desenvolvimento da região central da cidade foi impulsionado pela instalação dos complexos industriais da Acesita (atual Aperam South America), no município vizinho Timóteo, e da Usiminas, em Ipatinga. Na Estação do Calado desembarcaram os primeiros maquinários e operários que trabalharam na construção da Acesita, situada na outra margem do rio Piracicaba, na década de 1940. A presença da EFVM foi um dos fatores decisivos para a implantação das empresas no Vale do Aço, proporcionando uma forma de escoamento da produção, bem como a Belgo-Mineira já procedia com a extração de madeira local no antigo terminal ferroviário.
Além dos depósitos de madeira, o pátio da estação sediava eventos e festas diversos. Durante o tempo em que a ferrovia atendeu à cidade, a então Companhia Vale do Rio Doce, que administrou a via férrea e o terminal a partir de 1942, também construiu um total de 102 casas destinadas a seus funcionários. Os modelos das residências, que foram implantadas próximas ao traçado dos trilhos, variavam conforme a hierarquia do trabalhador na empresa, das mais simples às de maior padrão. A maioria das habitações em Coronel Fabriciano foram vendidas com o passar do tempo e então completamente reformadas ou mesmo demolidas. Com a criação das primeiras linhas urbanas de ônibus, a presença da estação e o comércio ao redor transformaram a Rua Pedro Nolasco na principal parada no Centro de Fabriciano.
O auge de seu funcionamento ocorreu na década de 1960, em um contexto que estava situada em meio a um dos centros comerciais mais movimentados da região e servindo de apoio ao escoamento da produção madeireira, além do transporte de passageiros. Nessa ocasião a estação passou a sediar a Primeira Residência da Via Permanente, unidade responsável pelo gerenciamento do trecho da ferrovia entre Naque e Itabira. Devido ao crescimento da demanda, o prédio recebeu obras de ampliação no final da década de 60, porém mantendo sua arquitetura original. Cabe ressaltar que ainda nos anos 1960 a extração de madeira entrou em declínio na região de Coronel Fabriciano, devido à escassez do material, que também supria a demanda dos complexos siderúrgicos locais. Com isso a Belgo-Mineira se retirou da cidade.

### Fechamento e demolição

Demolição da estação em 15 de março de 1982

No início da década de 1970 a então Companhia Vale do Rio Doce anunciou alterações no traçado da ferrovia, desviando-a de locais muito povoados, como o Centro de Fabriciano. Com isso a antiga Estação do Calado seria fechada e o prédio entregue à prefeitura. Com a desativação do terminal ferroviário o governo municipal iniciou o projeto de construir uma praça na área, cujo nome escolhido foi Praça Mário Carvalho, em referência a um trabalhador da Vale.
A princípio a demolição da estação não era cogitada e não havia relutância dos comerciantes com a transferência da EFVM do local e com a intenção inicial da praça. Durante uma análise para a execução do projeto, entretanto, um engenheiro apontou que não seria possível construir a praça sem a derrubada do prédio. A assessoria da prefeitura então propôs à administração o tombamento da edificação por causa de sua importância histórica, porém a própria prefeitura autorizou a demolição. Sendo assim, o terminal foi desativado em 29 de janeiro de 1979, data da última parada de trem, vindo a ser demolido em 15 de março de 1982. Os trabalhos de destruição duraram dois dias; as paredes foram derrubadas com tratores, mas a plataforma precisou ser dinamitada e isso demandou mais tempo.
No local da estação foi construído na década de 1980 o atual Terminal Rodoviário de Coronel Fabriciano e o terminal urbano do transporte público municipal. No entanto, este foi transferido para outro local do Centro de Fabriciano em 2008, para ceder espaço à Praça da Estação, cujo nome recebido reverencia a estação demolida. Na década de 90 houve a intenção de construir uma réplica do antigo terminal ferroviário, porém o projeto não procedeu. Na mesma década foi proposta a construção de um metrô de superfície até a Cenibra, em Belo Oriente, aproveitando os trilhos da EFVM, mas a proposta também não obteve sucesso. No trajeto da ferrovia foi criada a Avenida Rubem Siqueira Maia, ligando o Centro ao bairro Mangueiras.

## Legado
A EFVM ainda cruza Coronel Fabriciano (fora do Centro), mas a estação ferroviária que atende ao município se encontra dentro de Timóteo e é denominada Estação Mário Carvalho. Apesar do deslocamento da via férrea, o terminal ainda é mais próximo da região central fabricianense do que de qualquer bairro residencial timotense, por se encontrar logo à margem do rio Piracicaba, que divide o Centro de Fabriciano da cidade vizinha.
A demolição da estação representou a destruição de um patrimônio histórico e cultural de Coronel Fabriciano, tendo em vista que ela teve forte importância para o desenvolvimento do município. Além disso, muitos moradores possuíam memórias e lembranças que remetiam ao terminal, que estava situado em uma das regiões mais movimentadas do Centro de Fabriciano. No entanto, sua relevância histórica extrapola o território municipal, visto que suas origens remontam à construção da Estrada de Ferro Vitória a Minas pelo Vale do Rio Doce. Cabe ressaltar que diversas outras estações ferroviárias brasileiras com significativa magnitude histórica para seus municípios tiveram o mesmo destino.
A estação demolida ainda é relembrada no município por meio de manifestações, a exemplo de seu retrato no quadro "O último trem", de autoria da artista plástica Mirian Franco. A obra foi encomendada por José Anastácio Franco, baseada em uma imagem de autoria do fotógrafo Argemiro Ribeiro, sendo posteriormente doada ao município e tombada como patrimônio cultural municipal em 28 de abril de 1999. No exterior da Catedral de São Sebastião foi exposta uma miniatura da Estação do Calado. Alguns objetos da estação se encontram resguardados no Museu José Avelino Barbosa, que foi inaugurado em outubro de 2014. Fotos e registros, por vezes expostos em repartições públicas, contribuem com a documentação da história do antigo terminal. O acervo do Museu Vale, em Vila Velha, no Espírito Santo, também inclui fotografias e informações sobre essa e outras estações da EFVM.